# Тютрина (Тюменская область)
Тютрина — деревня в Суерском сельском поселении Упоровского района Тюменской области. Расположена в 1 км восточнее от села Суерки, является своего рода продолжением улицы Советской, которая плавно переходит в единственную жилую улицу Школьную д. Тютрина.

## География
Расположена на левом берегу Тобола..

## История
Впервые упоминается в переписи пограничных поселений 1749 года. 
«Деревня Тютрина расстояние от оного острога 2 версты которая построена над речкою Тоболом. В ней имеетца дворового строения 12 дворов. Крестьян от 16 до 50 лет 19 чел. У них имеетца по объявлению их собственного огненного ружья у одного человека, а именно у Степана Лаптева ружье винтовка 1. И при оной деревне городового строения надолб рогаток и рву не имеетца. Оная деревня состоит по сю сторону Тобола реки, не в пограничном месте и напред в той деревне от неприятельских людей никогда подбегов небывало. 
 Основал деревню Тютрин Илья Иванович.
- В 1912 году были: школа грамоты, 9 ветряных мельниц, 2 кузницы, салотопный завод купца Ботова Анатолия Федоровича, годовой оборот его в середине 1890-х годах составлял свыше 40 тыс. руб.[2]
- В годы Великой Отечественной войны ушли на фронт 77 человек из них 25 человек не вернулись домой.[2]
- В 1957 году в деревне появилось электричество.[2]
- В начале 1920-х годов образована школа. В 1941 году на базе школы открывается детский дом. В ноябре 1942 года сюда привезли детей из блокадного Ленинграда.[2]

Административно-территориальное деление
С 1749 года относилась к Суерской слободе, с 1796 года в составе Суерской волости, с 1919 года — Тютринского сельсовета, с 1924-Суерского сельсовета.

## Население
| 1782 | 1816 | 1834 | 1858 | 1897 | 1926 | 1989. | 2002 | 2010 |
| 110  | 188  | 213  | 258  | 309  | 381  | 378   | 319  | 327  |

## Сельское хозяйство
В 1929 году образован колхоз «Трактор», в 1950 объединен с колхозом «День коллективизации» (Бызово) во вновь образованный колхоз «Память Жданова» (Бызово). В 1956 году колхоз «Память Жданова» Бызовского сельсовета вошел в состав колхоза «Память Ленина» (Суерка).

## Галерея

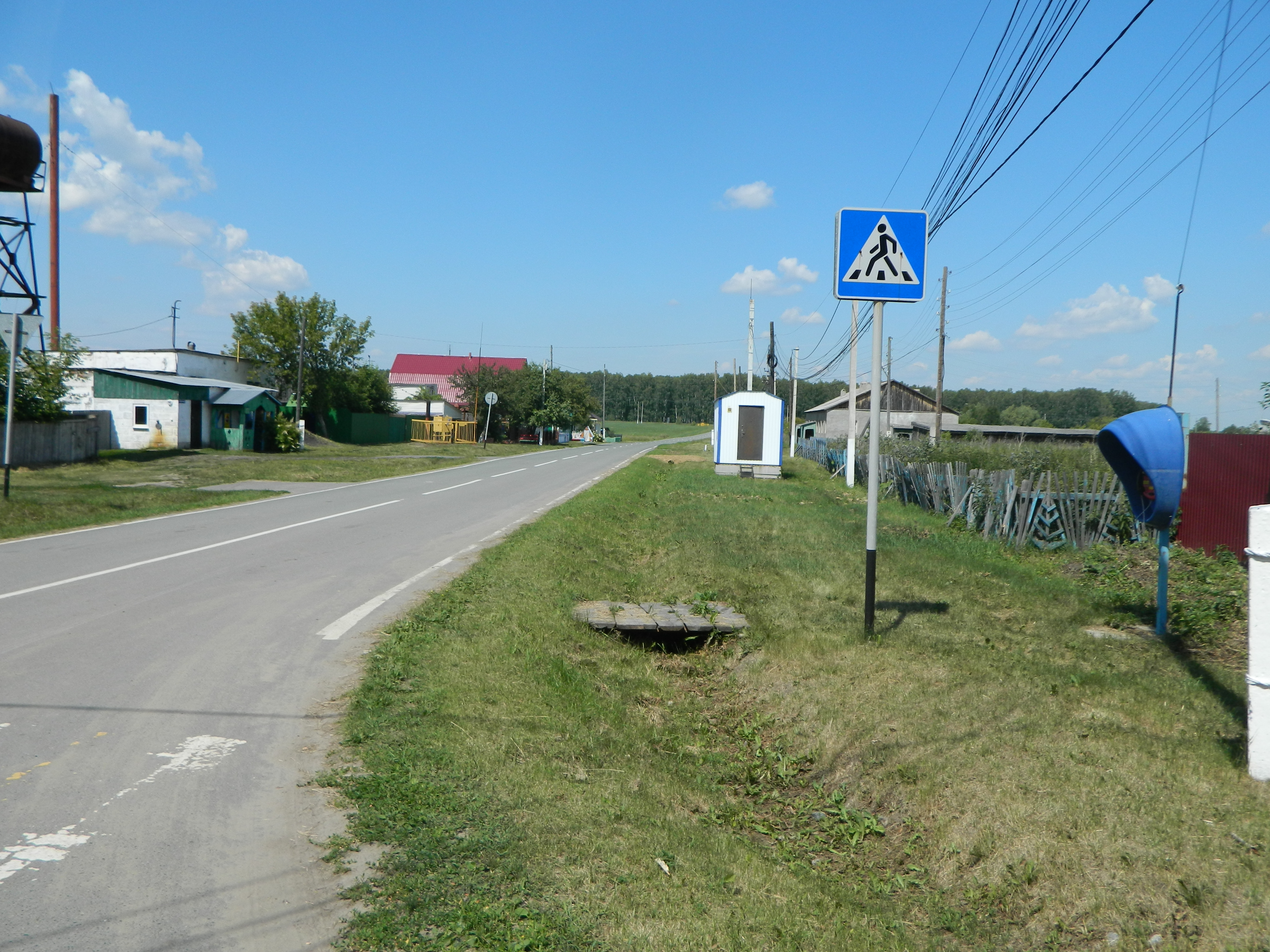
Тютрина.
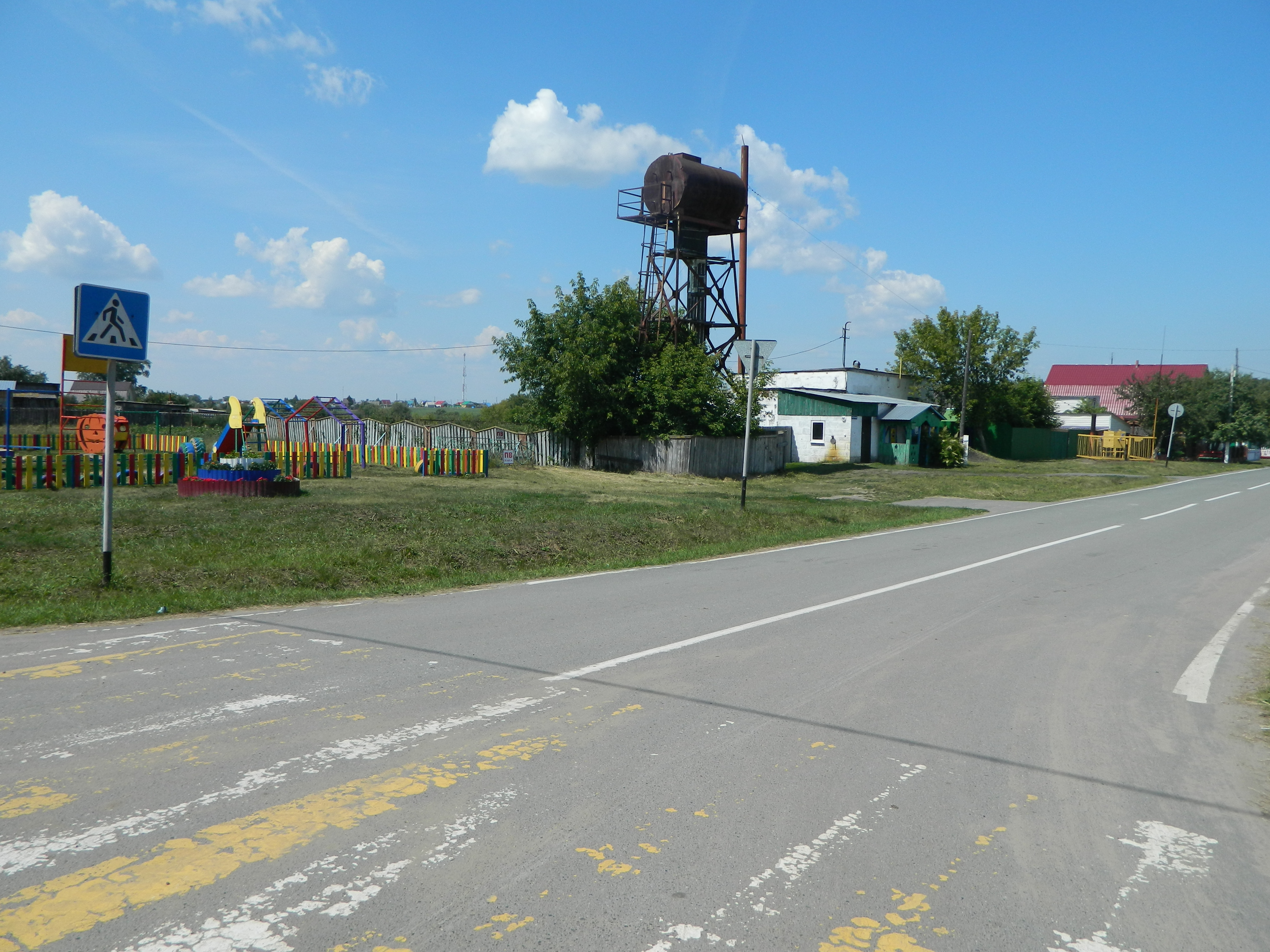
Тютрина.
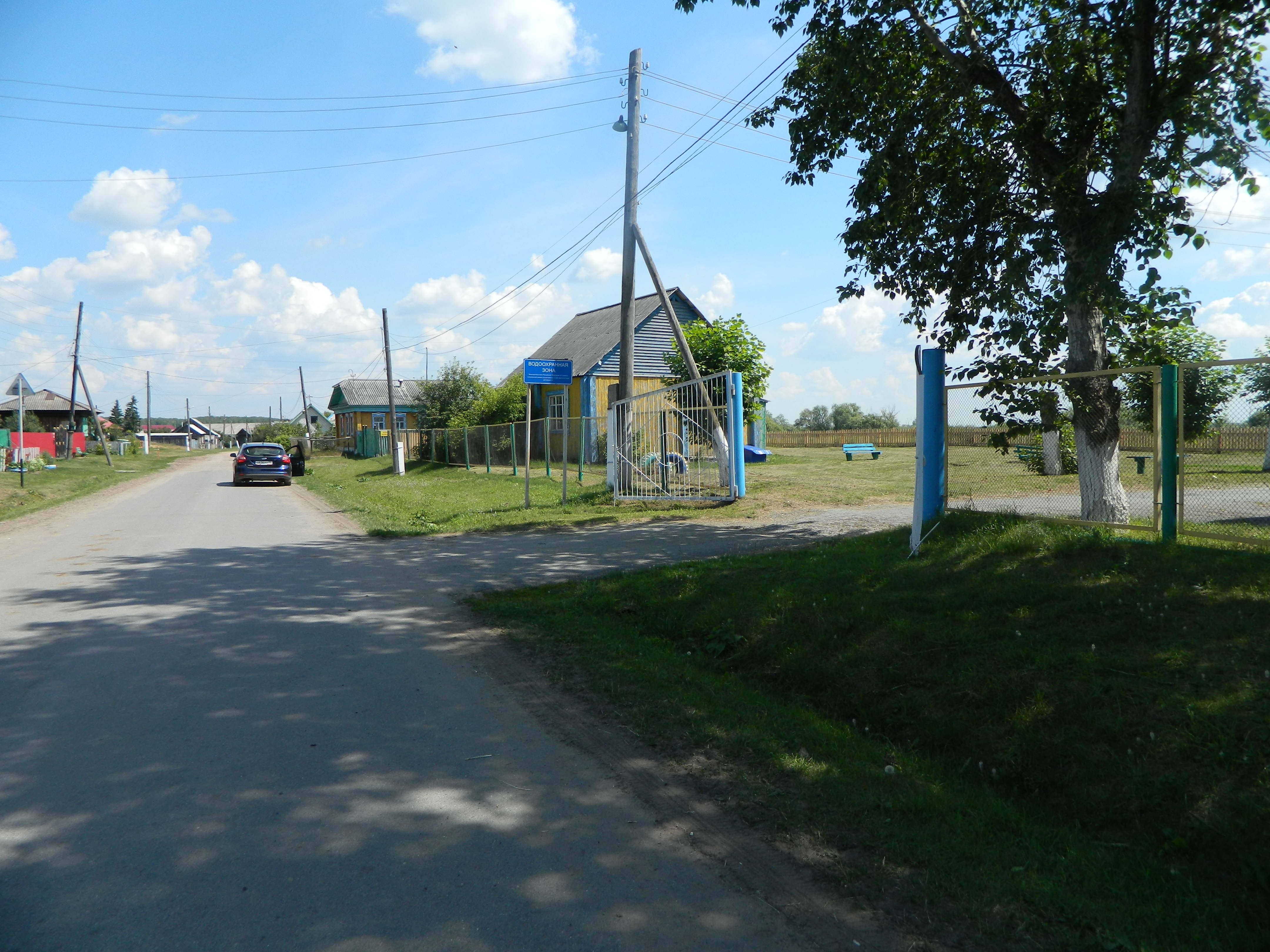
ул. Школьная.
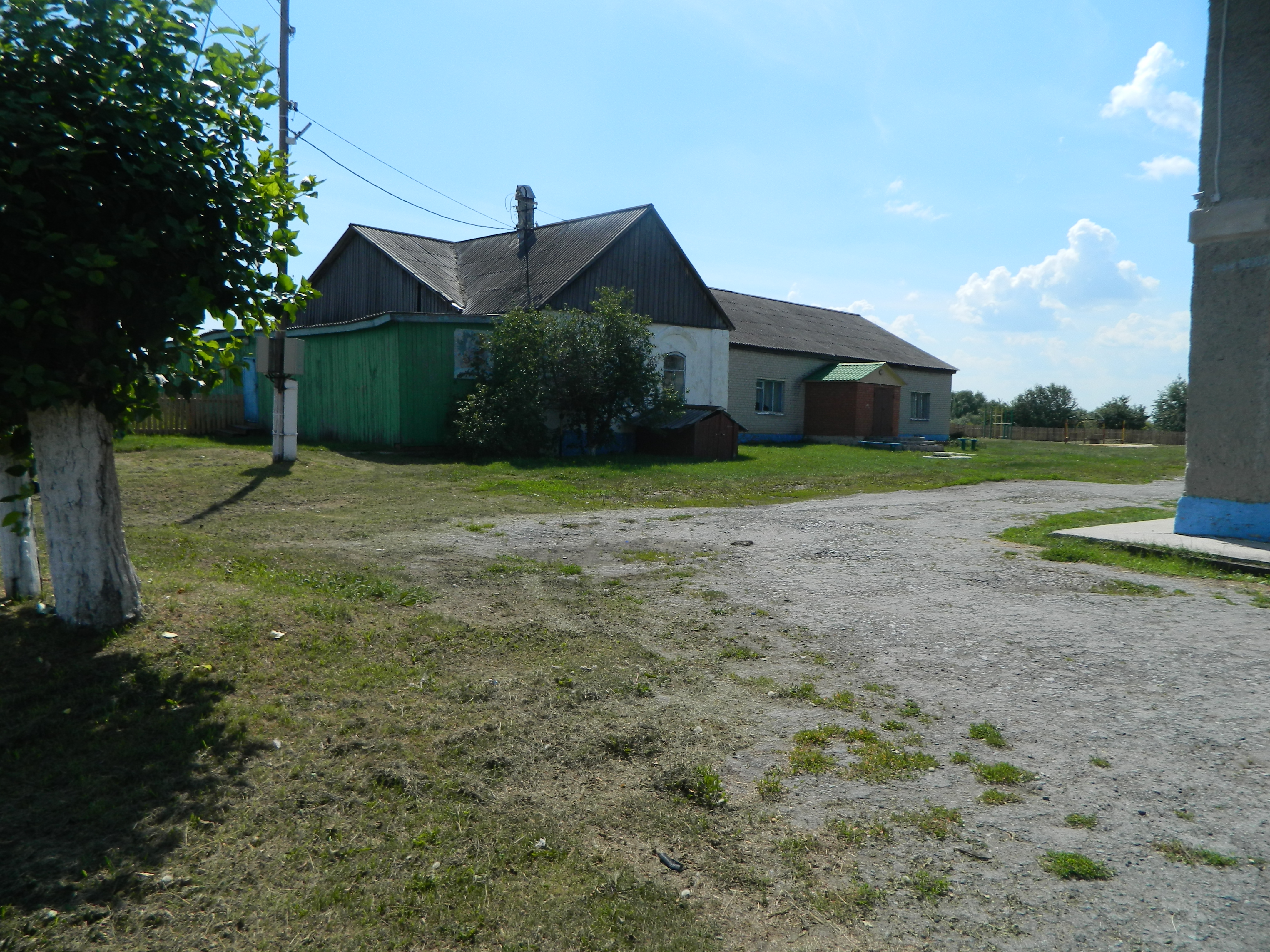
Детский дом.
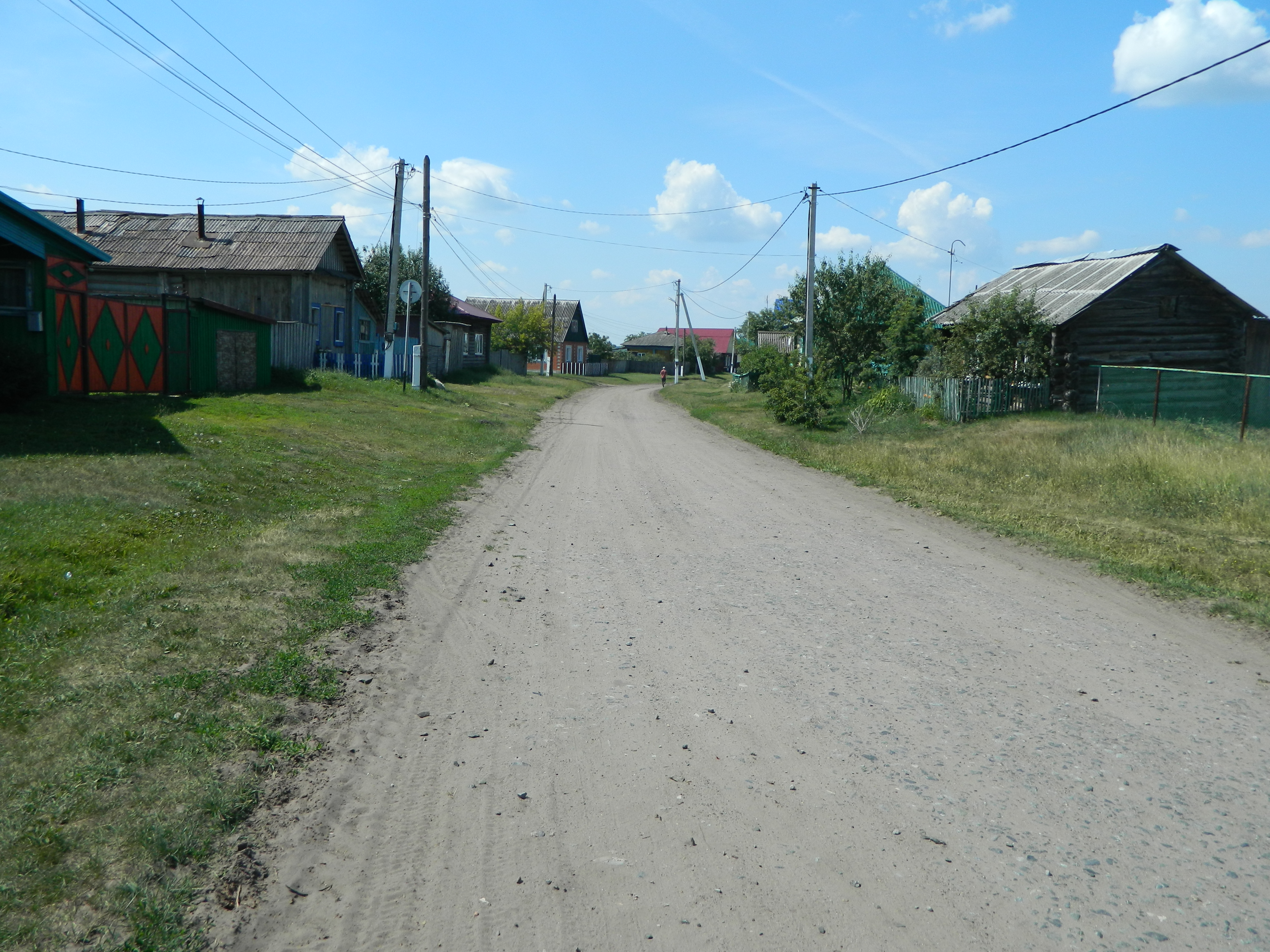
ул. Школьная.
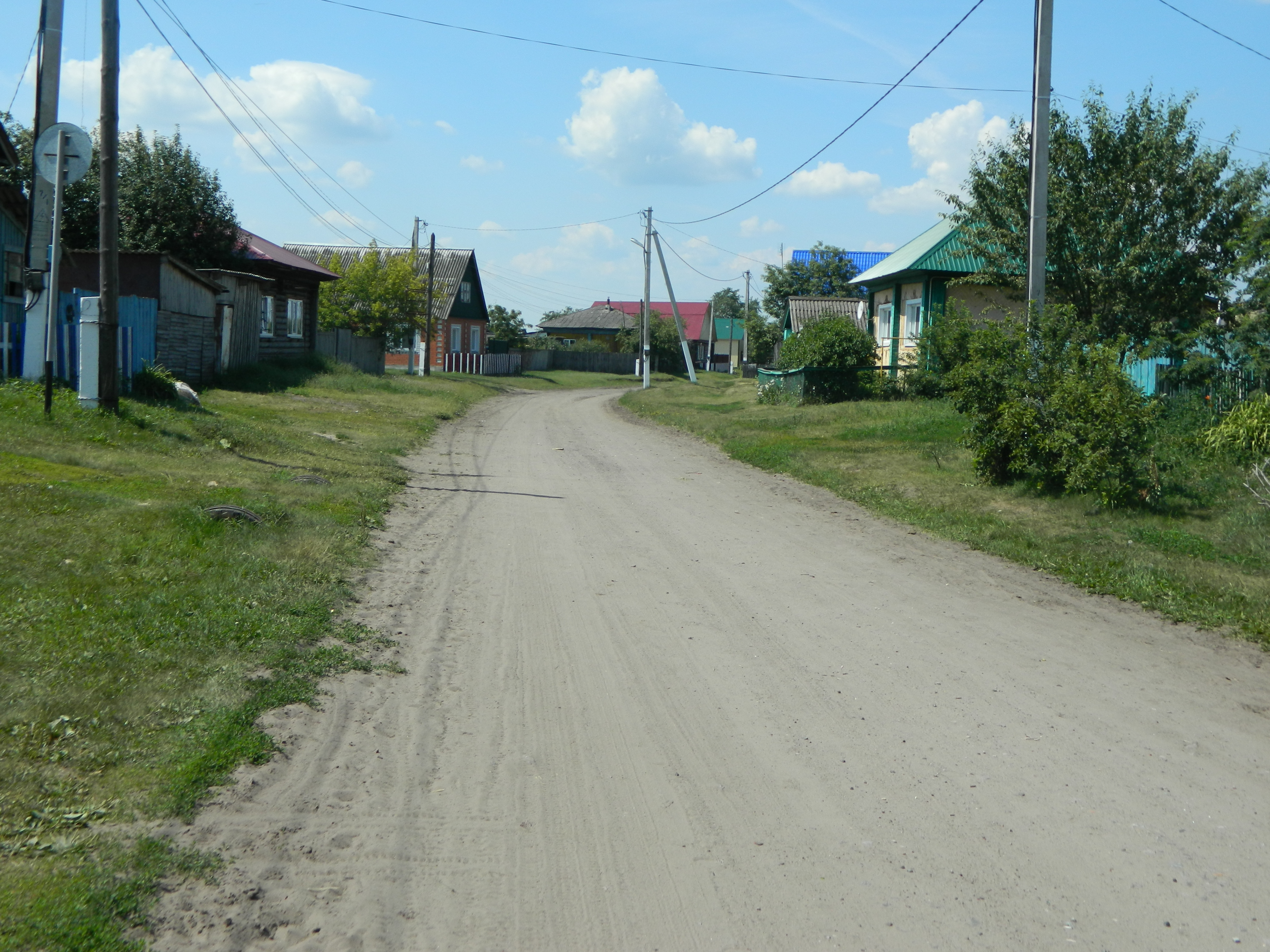
ул. Школьная.
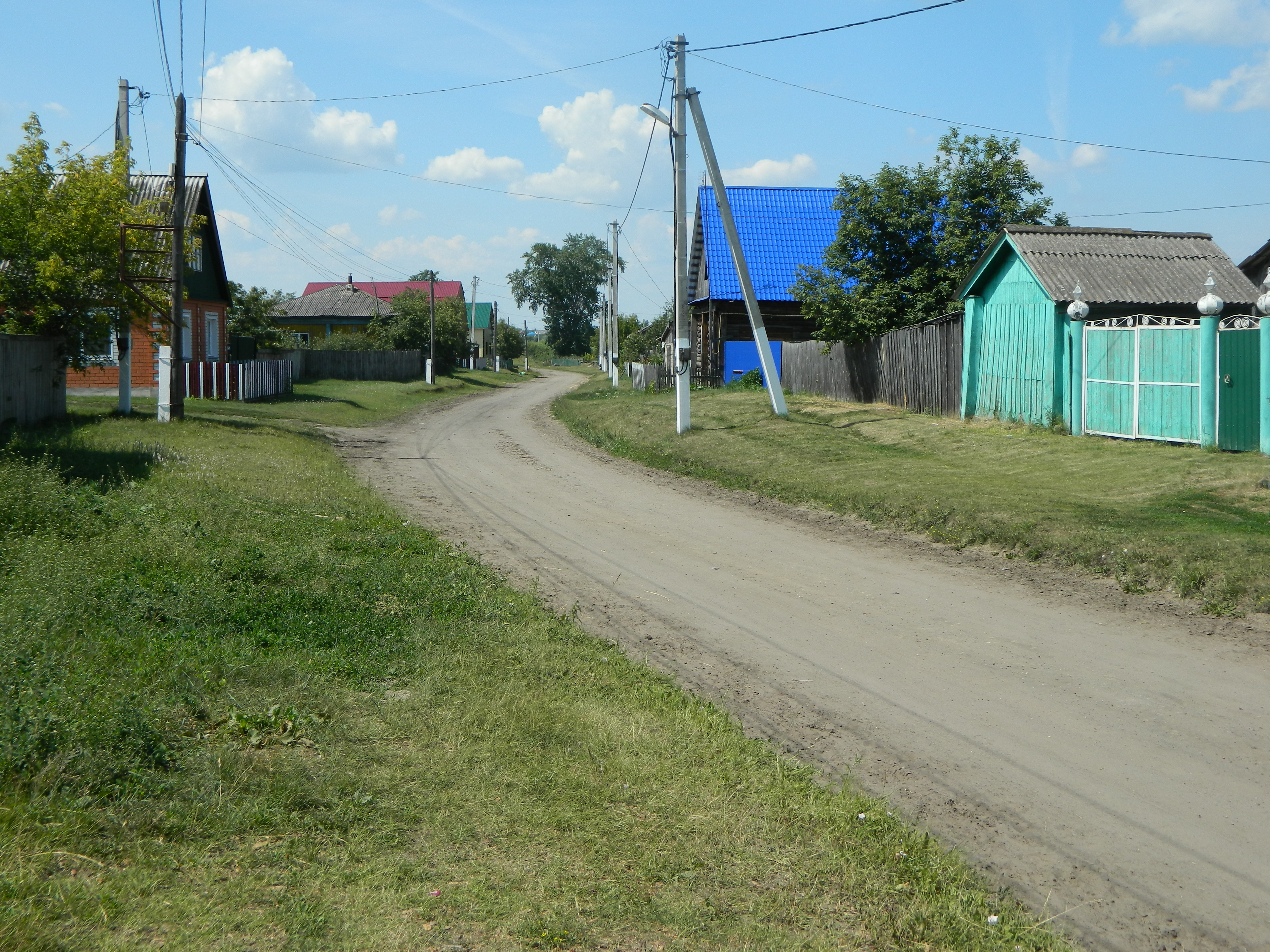
ул. Школьная.
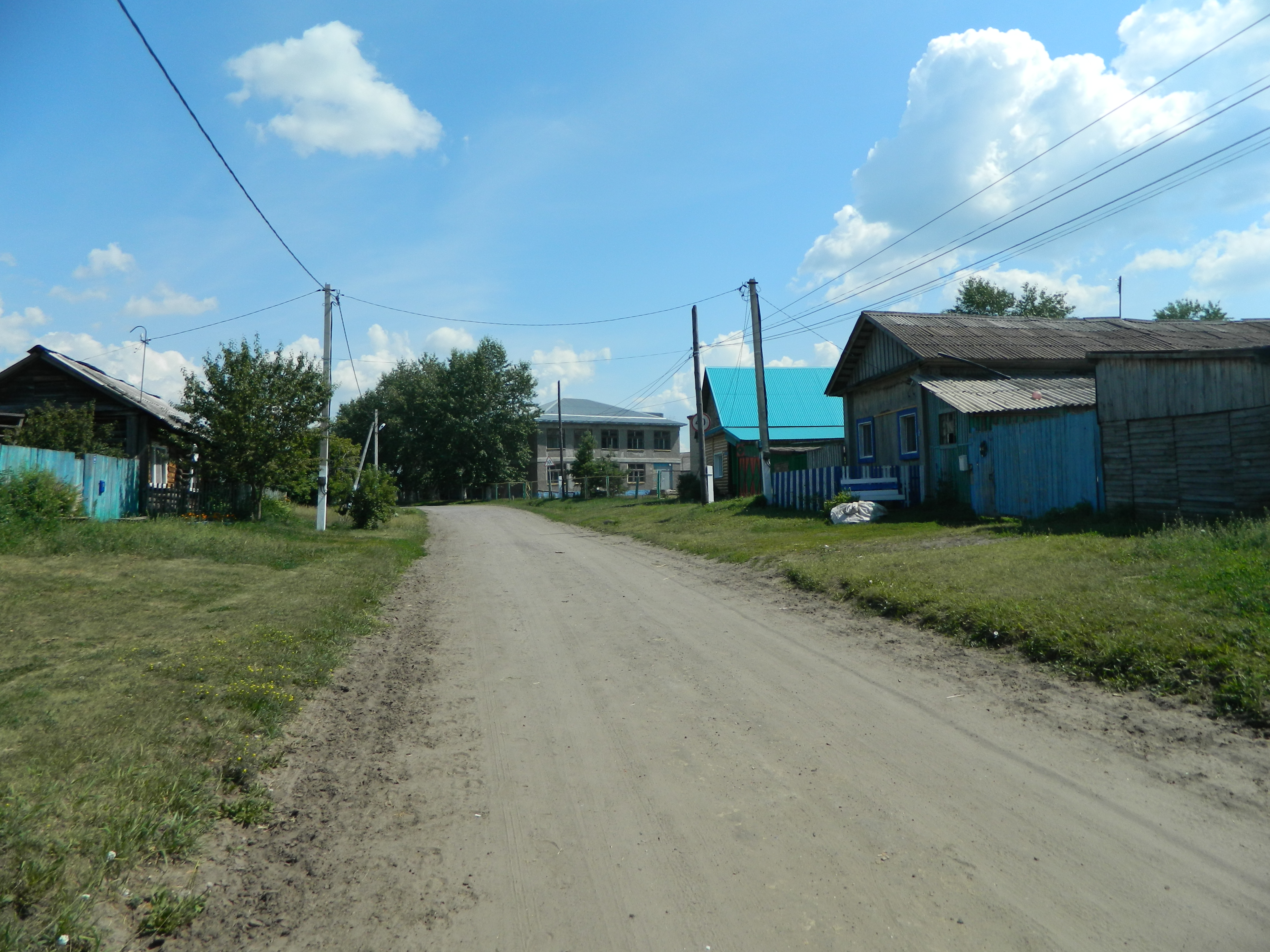
ул. Школьная.
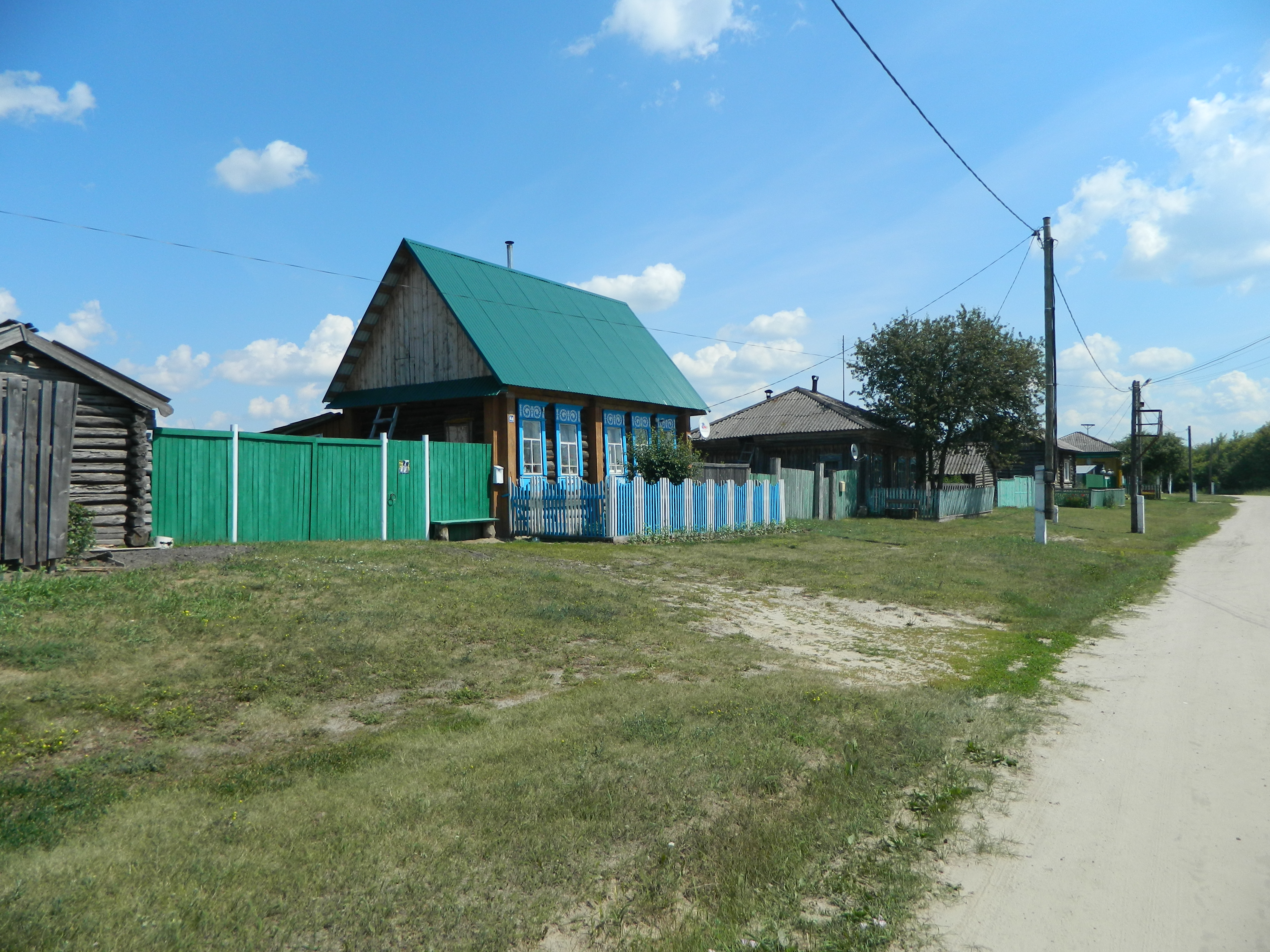
ул. Школьная.
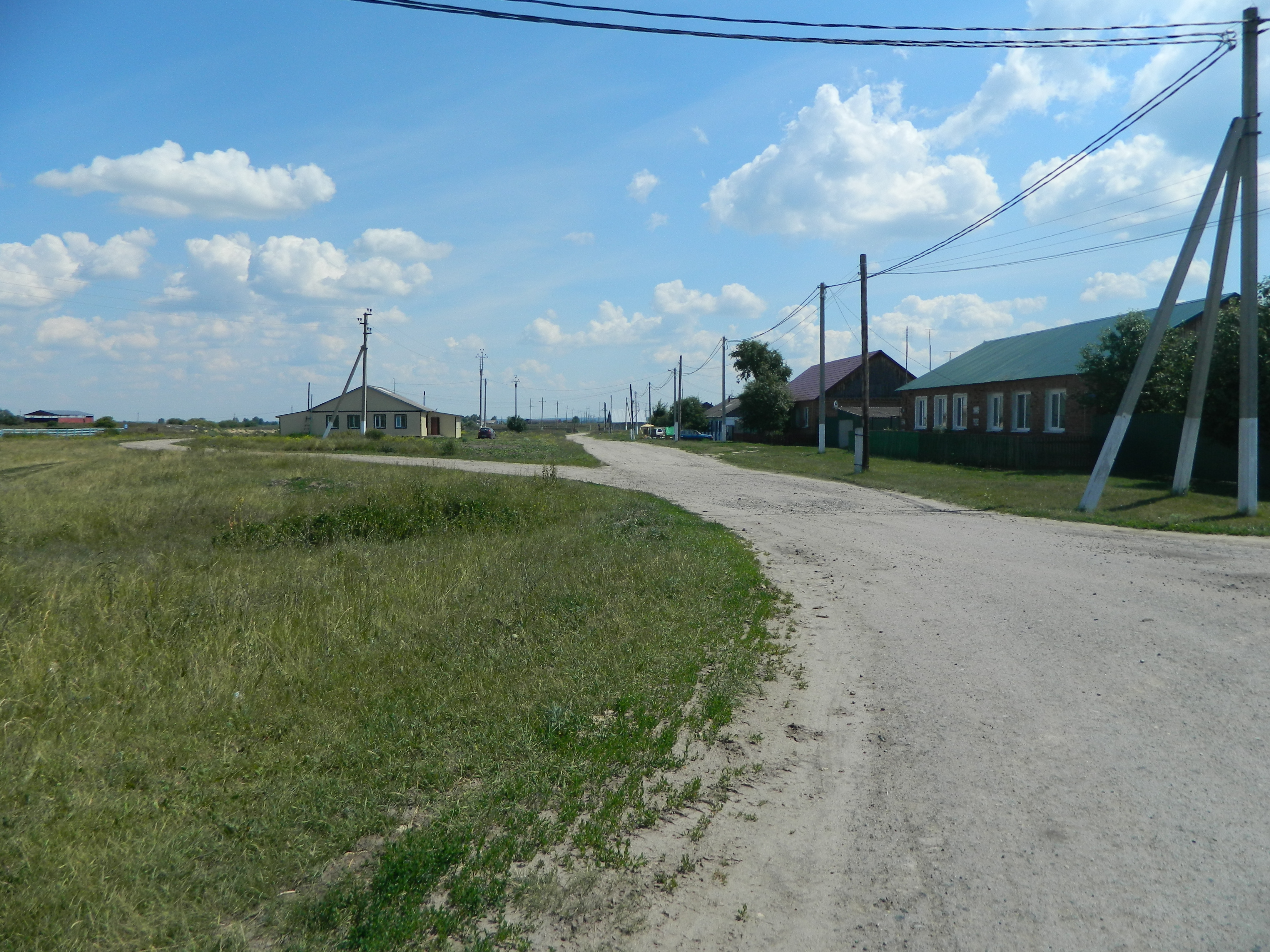
ул. Школьная.